# Mecerreyes
Mecerreyes est une commune d'Espagne dans la communauté autonome de Castille-et-León, province de Burgos. Elle s'étend sur 59,63 km2 et comptait environ 300 habitants en 2011.